# 大洋城 (新澤西州)
大洋城（英語：Ocean City）是一個位於美國新澤西州開普梅縣的城市。

## 人口
根據2020年美國人口普查的數據，大洋城的面積為29.93平方千米，當中陸地面積為17.49平方千米，而水域面積為12.44平方千米。當地共有人口11229人，而人口密度為每平方千米375人。